# Anna Bonivardi
Anna Bonivardi (nota con il suo nome di battaglia Cecilia; Saluzzo, 1º settembre 1904 – Torino, 4 dicembre 1998) è stata una partigiana italiana della XX brigata Sap P. Casana.

## Biografia
Anna crebbe con gli ideali del padre, che era un socialista.
Nell'agosto del  1917 prese parte alle manifestazioni di protesta, pur avendo solo tredici anni.
Durante l’occupazione delle fabbriche nel 1920 assistette a un comizio di Gramsci e da quel momento cominciò a partecipare attivamente alle lotte. Occupò il Calzaturificio Pellami per tre giorni e tre notti come guardia rossa. Fu segnalata alla direzione come sovversiva. Un giorno la Camera del lavoro fu incendiata, e Anna, che era presente, assistette al sequestro di un compagno di nome  Ferrero (segretario della sezione torinese della FIOM), che fu legato dietro ad un camion e trascinato per terra finché non morì. Fu licenziata e sopra il libretto di lavoro fu indicato che era sovversiva, sicché fu molto difficile per lei trovare un nuovo lavoro. Non si perse d’animo, ma cercò sempre di rendersi utile alla lotta antifascista. 
Nel 1925 avvenne che, mentre si trovava in corso principe Oddone, al caffè Barberis, dove raccoglieva fondi per il Soccorso Rosso,  arrivarono i fascisti che fecero uscire uno alla volta i clienti e li picchiarono. Durante il processo, andò con delle compagne a protestare davanti alla Corte d’appello, dove trovarono le guardie regie che le percossero col calcio del fucile e le scacciarono. 

### Resistenza e "Gruppi di Difesa della Donna”
L’8 settembre furono portati alla stazione Dora dei prigionieri, militari sbandati, alcuni malati, altri feriti in seguito alle percosse dei nazi-fascisti. Anna si accorse che c’era un militare coricato in un vagone e constatò che aveva la febbre molto alta. Andò a casa, prese delle pastiglie di chinino e gliele somministrò. Ella poteva avvicinarsi ai prigionieri perché aveva un lasciapassare, essendo infermiera.
Nello stesso anno 1943: Anna entrò nei “Gruppi di difesa della donna”, occupandosi di procurare viveri e indumenti di lana per i partigiani, ma soprattutto collaborando con Bianca Corinaldi e il dottor Paolo Borselli che curavano i feriti in una camera sinistrata dell’ospedale  Molinette. Spesso correva molti rischi, andando a casa dei partigiani per portare loro assistenza infermieristica; poteva però operare con la copertura alla propria attività fornitale dalla Croce Verde.
Insieme alle compagne dei “Gruppi di Difesa” organizzò alle officine Grandi Motori un ospedaletto, con il professor De Pedrini, partigiano che aveva il nome di battaglia di “Maurizio”, dove curarono molti partigiani feriti. Questo medico si incaricò pure di prestare i primi soccorsi alla partigiana “Gina” (nome di battaglia di Rosa Ghizzone), ferita nello stesso giorno in cui furono uccise le sorelle Arduino, e gettata nel canale della Pellerina.
Sempre allo scopo di curare i partigiani feriti in battaglia, Anna organizzò in molti quartieri di Torino ambulatori con le compagne e alcuni medici. 
Il 17 aprile 1944 venne accusata di ascoltare radio Londra a casa di Maria Fantino: interrogata e percossa insieme ad altre partigiane nella Casa Littoria, si difese dicendo che, dal momento che era infermiera, andava a fare delle iniezioni ad un membro della famiglia. 
Anche se durante la Resistenza si adoperò molto, disse a Bianca Guidetti Serra che avrebbe voluto fare di più

## Archivio
Nel 2016 il Fondo Anna Bonivardi è stato acquisito dall'Istituto Piemontese per la storia della Resistenza.